# Guillermo Myers
Guillermo Myers Houghton (17 marzo 1968) è un ex cestista panamense con cittadinanza portoricana.

## Carriera
Con Panama ha disputato due edizioni dei Campionati americani (1992, 1993).